# دهلی بلی (فیلم)
دهلی بلی (به هندی: Delhi Belly) فیلمی محصول سال ۲۰۱۱ و به کارگردانی آبینای دئو است. در این فیلم بازیگرانی همچون عمران خان، ویجای راز، کونال روی کاپور، پورنا جاگاناتان، شناز تراسوری، راجو کهیر، راهول سینگ، کیم بودنیا، عامر خان ایفای نقش کرده‌اند.